# Schmidita
La schmidita és un mineral de la classe dels fosfats que pertany al grup de la schoonerita. Rep el nom en honor de Hans Schmid (1925, Wackersdorf, Baviera - 2013, Grècia), enginyer de mines i geòleg. Va descobrir una presència molt gran de fosfat de liti a la pegmatita Hagendorf Sud, que va ser explotada entre 1950-1955 produint ~1600 tones de mineral de liti.

## Característiques
La schmidita és un fosfat de fórmula química [Zn₂(Fe³⁺‚Mn²⁺)₂Fe³⁺(PO₄)₃(OH)₃(H₂O)₆]·2H₂O. Va ser aprovada com a espècie vàlida per l'Associació Mineralògica Internacional l'any 2017, sent publicada per primera vegada el 2019. Cristal·litza en el sistema ortoròmbic.
Els exemplars que van servir per a determinar l'espècie, el que es coneix com a material tipus, es troben conservats a les col·leccions mineralògiques del Museu Victòria, a Melbourne (Austràlia), amb el número de registre: m53810 i m53811.

## Formació i jaciments
Va ser descoberta a la pegmatita Hagendorf Sud, a Waidhaus, dins el districte de Neustadt an der Waldnaab (Alt Palatinat, Baviera, Alemanya). Es tracta de l'únic indret de tot el planeta on ha estat descrita aquesta espècie mineral.